# Maurice de Hirsch
Maurice de Hirsch, ili Baron Moritz von Hirsch auf Gereuth, (München, 9. prosinca 1831. – Hurbanovo, 21. travnja 1896.)., kapitalist i filantrop (Nijemac po rođenju, austrougarski građanin po domicilu).

## Životopis
Njegov djed je bio prvi židovski zemljoposjednik u Bavarskoj, postao je plemić na osnovu posjeda iz Gereuth-a 1818. g. Otac mu je bio bankar bavarskog kralja koji ga je proglasio barunom1869. godine. Obitelj je generacijama zauzimala vrhunske pozicije u njemačko - židovskoj zajednici. S trinaest godina mladi Hirsch je poslan u Bruxelles na školovanje, ali je već sa sedamnaest ušao svijet poduzetništva, jer se 1855. oženio s Clarom Bischoffsheim iz Bruxellesa (rođena 1833.), kćerkom senatora Bischoffsheima, suvlasnika bankarske kuće Bischoffsheim & Goldschmidt, iz Bruxellesa, Londona i Pariza. Enormno se obogatio kupovinom koncesija za željezničke dionice i izgradnju pruga u Austriji, Turskoj i po Balkanu, i smjelim špekulacijama sa šećerom i bakrom.

## Filantropska djelatnost
I pored života na visokoj nozi koji je provodio između Pariza i Londona i boravka na svojim brojnim posjedima u Ugarskoj, posvećivao je puno vremena i napora da pomogne teškom položaju židova u zemljama gdje su bili u podređenom položaju. Naročito ga je zanimalo školovanje, u tome je aktivno sudjelovao preko Alliance Israélite Universelle (AIU) (Svjetskog židovskog saveza), u par prilika iznenadio je društvo darovima od milijun franaka. Nekoliko godina je redovno plaćao dugove koje je Savez (Alliance) imao, svotama od nekoliko tisuća funti na godinu.  U 1889. kapitalizirao je svoje donacije i time omogućio Savezu siguran godišnji prihod od 16 000 £.
U prigodi četrdeset godišnjice vladavine Franje Josipa I. na austrijskom tronu dao je 500 000  £ za osnutak osnovnih i tehničkih škola u Galiciji i Bukovini. Njegov najveći dobrotvorni poduhvat je briga za bijedno stanje i porobljeni položaj židova iz Rusije. Dao je 10 000 £ zakladi za zbrinjavanje izbjeglica 1882., ali osjećao je da to malo, kao i relativni uspjesi koje je polučio u zapadnoj Europi za stanje ruskih židova, zato je ponudio Ruskoj vladi 2 000 000 £ za izgradnju svjetovnog školstva koje bi provodio židovski ured. Ruska vlada je bila voljna uzeti novac, ali odbila je bilo kakvo uplitanje stranaca u kontroli svoje administracije.
Baron de Hirsch na kraju je odlučio dati novac za organizaciju metoda emigracije i kolonizacije koja bi omogućila porobljenim Židovima mogućnost da osnuju vlastite zemljoradničke kolonije izvan Rusije. Osnovao je Jewish Colonization Association (Židovsko društvo za naseljavanje ) kao englesko društvo, s kapitalom od 2 000 000 £, a 1892. dao je novi iznos od 7 000 000 £. Na dan smrti njegove žene 1899. kapital društva narastao je na 11 000 000 £. Ta zaklada je i danas vjerojatno najveći dobrotvorni fond na svijetu. Njome upravljaju delegati raznih Židovskih udruga, u najvećem dijelu to se odnosi na Anglo - Židovsko društva iz Londona i Svjetsko židovsko udruženje (Alliance Israelite Universelle) iz Pariza, između kojih su dionice društva podijeljene.
Udruga nije smjela ostvarivati profit, ali je imala velike kolonije u Brazilu, Argentini, Meksiku, Kanadi i Maloj Aziji. Da bi se mogli baviti agrarnozemljišnim poslovima, trebalo je ustrojiti gigantsku i složenu mrežu koji bi se mogla nositi s čitavim problemom židovskog porobljenog položaja, emigracije, agencija za razmještaj imigranata, tehničkih škola, zadružnih tvornica, štedionica i investicijskih banaka kao i modela suradnje s ruskim židovskim udrugama. Također je potpomagao i sudjelovao velikom broju udruga koje su se bavile oslobađanjem i rehabilitacijom židovskih izbjeglica. 
Pored tih velikih organizacija, Baron de Hirsch osnovao je 1881. vlastitu dobrotvornu zakladu u Sjedinjenim Američkim Državama za dobrobit židovskih imigranata, kojoj je darovao svotu od 493 000 £. Njegovo dobrotvorstvo nije stalo samo na tome, tijekom svog boravka u Londonu podijelio je sumu od 100 000 £ lokalnim bolnicama. 
Baron de Hirsch umro je u Hurbanovou, blizu Komorna, u Mađarskoj, 21. travnja, 1896. Supruga Clara, koja je nastavila njegov dobrotvorni rad ostavila je bogatstvo procijenjeno na 18 000 000 £, umrla je u Parizu 1. travnja 1899.

## Željeznička pruga za Konstatinopolis
Godine 1869. Baron Hirsch, preuzeo je na sebe otomanske ambicije za modernizacijom, koje su bile utjelovljene u želji za uvođenjem željeznice (u to doba simbolom napretka i prosperiteta). 
Hirsch je garantirao izvođenje grandioznog projekta - izgradnje željezničke mreže od 2 500 kilometara od Ugarske preko okupiranih balkanskih zemalja, Turske do Konstantinopolisa, rutu kasnije nazvanu Orientexpress. Tada se govorkalo da je za to dao ogromni mito od 40 000 £. Do 1880. Hirsch je uz berlinskog bankara Gersona Bleichrödera najveći njemački investitor u Otomanskom carstvu, ali nije pokazao interes za izgradnju kasnije Bagdadske željeznice, koja je bila dio imperijalne politike Njemačkog Carstva i koju su financirali Siemens i Deutsche Bank. Veliki poslovni poduhvat koji je po mnogima imao ozbiljne političke posljedice koje su se reflektirale u Prvom svjetskom ratu.

## Vanjske poveznice
- jewish virtual library
- Railways in Modern Macedonia